# 日本の料理学校一覧
日本の料理学校一覧（にほんのりょうりがっこういちらん）は、全国料理学校協会会員校（東日本料理学校協会、中部料理学校協会、西日本料理学校協会、全九州料理学校協会）、社団法人全国調理職業訓練協会加盟校、社団法人全国調理師養成施設協会加盟校の一覧。これらは料理について学ぶ教育訓練施設で、学校（高等学校、短期大学）だけでなく、専修学校、各種学校なども含み、また、職業訓練施設（職業能力開発校、職業能力開発短期大学校）も含まれる。

## 北海道
- JOY COOK M（札幌市南区、東日本料理学校協会会員校/全国料理技術認定協会認定校）
- 大林クッキングスクール（札幌市豊平区、東日本料理学校協会/全国料理学校協会会員校）
- 高野クッキングスクール（旭川市、東日本料理学校協会/全国料理学校協会会員校）
- 宮川家庭料理教室（旭川市、東日本料理学校協会/全国料理学校協会会員校）
- 竹田クッキングスクール（岩見沢市、東日本料理学校協会/全国料理学校協会会員校）
- 道谷クッキングサロン（江別市、東日本料理学校協会/全国料理学校協会会員校）
- 緑が丘料理教室（小樽市、東日本料理学校協会/全国料理学校協会会員校）
- 土門料理教室（室蘭市、東日本料理学校協会/全国料理学校協会会員校）
- 中村家庭料理教室（富良野市、東日本料理学校協会/全国料理学校協会会員校）
- 北の料理塾（河東郡音更町、東日本料理学校協会/全国料理学校協会会員校）
- スイートクッキング（札幌市清田区、東日本料理学校協会/全国料理学校協会会員校）
- まつもりやえこ料理教室（旭川市、東日本料理学校協会/全国料理学校協会会員校）
- 函館調理高等職業訓練協会函館調理高等職業訓練校（函館市、社団法人全国調理職業訓練協会加盟校)
- 函館調理師養成専門学校（函館市、調理師養成施設協会加盟校)
- 学校法人野又学園函館短期大学調理栄養コース・函館短期大学付設調理師専門学校調理科（函館市、調理師養成施設協会加盟校)
- 学校法人宮島学園北海道調理師専門学校 (札幌市北区、調理師養成施設協会加盟校)
- 旭川調理師専門学校 (北海道, 調理師養成施設協会加盟校)
- 北斗文化学園インターナショナル調理技術専門学校 (北海道, 調理師養成施設協会加盟校)
- 北海道文教大学明清高等学校 (北海道, 調理師養成施設協会加盟校)
- 北海道はまなす食品株式会社能力開発センター（障害者職業能力開発訓練施設）
- 光塩学園調理師専門学校 光塩学園調理製菓専門学校 (北海道, 調理師養成施設協会加盟校)
- 光塩クッキングスクール (北海道札幌市中央区、東日本料理学校協会/全国料理学校協会会員校）
- 修学院札幌調理師専門学校 (北海道, 調理師養成施設協会加盟校)
- 経専調理製菓専門学校調理師専攻科 (北海道, 調理師養成施設協会加盟校)
- 清尚学院高等学校調理科 (北海道, 調理師養成施設協会加盟校)
- 北海道中央調理技術専門学校 (北海道, 調理師養成施設協会加盟校、東日本料理学校協会/全国料理学校協会会員校）
- 札幌ベルエポック製菓調理専門学校 (北海道, 調理師養成施設協会加盟校)
- 函館大妻高等学校食物健康科 (北海道, 調理師養成施設協会加盟校)
- 北海道厚岸翔洋高等学校海洋資源科調理師類型 (北海道, 調理師養成施設協会加盟校)
- 帯広調理師専門学校 (北海道, 調理師養成施設協会加盟校)

## 東北地方

### 青森県
- 秋田クッキングスタジオ（青森市、東日本料理学校協会/全国料理学校協会会員校）
- クッキングサロンポモドーロ（むつ市、東日本料理学校協会/全国料理学校協会会員校）
- 三沢料理教室（三沢市、東日本料理学校協会/全国料理学校協会会員校）
- くるみ料理教室（十和田市、東日本料理学校協会/全国料理学校協会会員校）
- 八戸調理職業訓練校フードカレッジ (八戸市, 社団法人全国調理職業訓練協会加盟校)
- 八戸調理職業訓練協会八戸職業訓練校 (八戸市, 社団法人全国調理職業訓練協会加盟校)
- 弘前調理共同高等職業訓練校 (弘前市, 社団法人全国調理職業訓練協会加盟校)
- 青森調理師学校 (青森県, 調理師養成施設協会加盟校)
- 学校法人城東学園弘前ホスピタリティ (弘前市, 社団法人全国調理職業訓練協会加盟校)
- 学校法人弘前城東学園弘前医療福祉大学短期大学部生活福祉学科食育福祉専攻 (青森県, 社団法人全国調理職業訓練協会加盟校, 調理師養成施設協会加盟校)
- 学校法人林学園八戸調理師専門学校 (青森県, 調理師養成施設協会加盟校、東日本料理学校協会/全国料理学校協会会員校）
- 青森山田高等学校調理科 (青森県, 調理師養成施設協会加盟校)
- 東奥学園高等学校調理科 (青森県, 調理師養成施設協会加盟校)
- 青森県立百石高等学校食物調理科

### 岩手県
- 江原調理研究所 (盛岡市、東日本料理学校協会/全国料理学校協会会員校）
- 波多野クッキング教室 (盛岡市、東日本料理学校協会/全国料理学校協会会員校）
- 水沢クッキングスクール (奥州市水沢区、東日本料理学校協会/全国料理学校協会会員校）
- 山田料理教室 (一関市、東日本料理学校協会/全国料理学校協会会員校）
- 学校法人コアトレース菜園調理師専門学校 (岩手県, 社団法人全国調理職業訓練協会加盟校)
- 北日本ハイテクニカルクッキングカレッジ (岩手県, 社団法人全国調理職業訓練協会加盟校, 調理師養成施設協会加盟校)
- 学校法人沼津学園盛岡調理師専門学校 (岩手県, 調理師養成施設協会加盟校)
- 盛岡スコーレ高等学校総合学科調理師養成課程 (岩手県, 調理師養成施設協会加盟校)
- 菜園調理師専門学校 (岩手県, 調理師養成施設協会加盟校)

### 宮城県
- 松坂学園クッキングスクール (仙台市青葉区、東日本料理学校協会/全国料理学校協会会員校）
- 清野料理教室 (仙台市宮城野区、東日本料理学校協会/全国料理学校協会会員校）
- 熊井クッキングアカデミー (石巻市、東日本料理学校協会/全国料理学校協会会員校）
- 佐々木順子料理教室 (遠田郡涌谷町、東日本料理学校協会/全国料理学校協会会員校）
- 上野料理教室 (気仙沼市、東日本料理学校協会/全国料理学校協会会員校）
- 宮城調理製菓専門学校 (宮城県, 調理師養成施設協会加盟校)
- 仙台大学附属明成高等学校食文化創志科 (宮城県, 調理師養成施設協会加盟校)

### 秋田県
- 学校法人大内学園秋田県調理師専門学校 (秋田県, 社団法人全国調理職業訓練協会加盟校, 調理師養成施設協会加盟校)
- 学校法人ホテヤ学園大館調理師専門学校 (秋田県, 社団法人全国調理職業訓練協会加盟校, 調理師養成施設協会加盟校、東日本料理学校協会/全国料理学校協会会員校）
- 学校法人敬愛学園国学館高等学校調理科 (秋田県、東日本料理学校協会/全国料理学校協会会員校）

### 山形県
- 山形中央クッキングスクール (山形市、東日本料理学校協会/全国料理学校協会会員校）
- 川崎静江料理教室 (山形市、東日本料理学校協会/全国料理学校協会会員校）
- 小野料理教室 (長井市、東日本料理学校協会/全国料理学校協会会員校）
- さがえ料理教室 (寒河江市、東日本料理学校協会/全国料理学校協会会員校）
- 酒田調理師専門学校 (山形県, 調理師養成施設協会加盟校)
- 学校法人羽陽学園山形調理師専門学校 (山形県, 調理師養成施設協会加盟校)
- 山形学院高等学校食物調理科 (山形県, 調理師養成施設協会加盟校)
- 天真学園高等学校食育調理科 (山形県, 調理師養成施設協会加盟校)
- 学校法人音羽学園米沢調理師専門学校 (山形県, 調理師養成施設協会加盟校)

### 福島県
- 村山クッキングスクール (いわき市、東日本料理学校協会/全国料理学校協会会員校）
- 金沢料理教室 (福島市、東日本料理学校協会/全国料理学校協会会員校）
- 樋口クッキングアカデミー  (伊達市、東日本料理学校協会/全国料理学校協会会員校）
- 郡山女子大学附属高等学校食物科 (福島県, 調理師養成施設協会加盟校)
- 福島東稜高等学校食物文化科 (福島県, 調理師養成施設協会加盟校)
- 学校法人永和学園日本調理技術専門学校 (福島県, 社団法人全国調理職業訓練協会加盟校, 調理師養成施設協会加盟校)

## 関東地方

### 茨城県
- クッキングスクールネモト (茨城県、東日本料理学校協会/全国料理学校協会会員校）
- 山本八千代料理学院 (日立市、東日本料理学校協会/全国料理学校協会会員校）
- 土浦料理教室 (土浦市、東日本料理学校協会/全国料理学校協会会員校）
- 児玉料理教室 (土浦市、東日本料理学校協会/全国料理学校協会会員校）
- いづみ料理教室 (結城市、東日本料理学校協会/全国料理学校協会会員校）
- 鈴木料理教室 (結城市、東日本料理学校協会/全国料理学校協会会員校）
- チャームクッキングスクール (常総市、東日本料理学校協会/全国料理学校協会会員校）
- 下館料理学校 (茨城県、東日本料理学校協会/全国料理学校協会会員校）
- すみや料理教室 (つくば市、東日本料理学校協会/全国料理学校協会会員校）
- 肥塚料理教室 (つくば市、東日本料理学校協会/全国料理学校協会会員校）
- 鉾田料理教室 (鉾田市、東日本料理学校協会/全国料理学校協会会員校）
- SONOBEクッキングサロン (笠間市、東日本料理学校協会/全国料理学校協会会員校）
- クッキングスクールネモト（土浦校）  (土浦市、東日本料理学校協会/全国料理学校協会会員校）
- 堀クッキング教室 (茨城県、東日本料理学校協会/全国料理学校協会会員校）
- はとりクッキングスクール (水戸市、東日本料理学校協会/全国料理学校協会会員校）
- 梅園クッキングスクール (つくば市、東日本料理学校協会/全国料理学校協会会員校）
- 吉田料理教室 (土浦市、東日本料理学校協会/全国料理学校協会会員校）
- 小暮料理教室 (那珂郡東海村、東日本料理学校協会/全国料理学校協会会員校）
- 私の台所光田料理教室 (稲敷郡阿見町、東日本料理学校協会/全国料理学校協会会員校）
- 学校法人中川学園中川学園調理技術専門学校 (茨城県, 社団法人全国調理職業訓練協会加盟校, 調理師養成施設協会加盟校、東日本料理学校協会/全国料理学校協会会員校）
- 晃陽看護栄養専門学校調理師学科 (茨城県, 調理師養成施設協会加盟校)
- つくば栄養調理製菓専門学校 (茨城県, 調理師養成施設協会加盟校)

### 栃木県
- アサヒクッキングスクール (宇都宮市、東日本料理学校協会/全国料理学校協会会員校）
- 渡辺家庭料理教室 (栃木県、東日本料理学校協会/全国料理学校協会会員校）
- とちの実クッキングスクール (足利市、東日本料理学校協会/全国料理学校協会会員校）
- 佐野料理学校 (佐野市、東日本料理学校協会/全国料理学校協会会員校）
- とちの実クッキングスクール佐野教室 (佐野市、東日本料理学校協会/全国料理学校協会会員校）
- とちの実クッキングスクール田沼教室 (佐野市、東日本料理学校協会/全国料理学校協会会員校）
- とちの実クッキングスクール壬生教室 (下都賀郡壬生町、東日本料理学校協会/全国料理学校協会会員校）
- クッキングサロン牧田 (小山市、東日本料理学校協会/全国料理学校協会会員校）
- 高山クッキングスクール (鹿沼市、東日本料理学校協会/全国料理学校協会会員校）
- エビサワホームクッキングスクール (真岡市、東日本料理学校協会/全国料理学校協会会員校）
- エコークッキングスクール (那須塩原市、東日本料理学校協会/全国料理学校協会会員校）
- 甲府クッキングスクール駒生教室 (宇都宮市、東日本料理学校協会/全国料理学校協会会員校）
- 幸クツキングスクール (宇都宮市、東日本料理学校協会/全国料理学校協会会員校）
- 学校法人ティビィシィ学院国際テクニカル調理師専門学校 (栃木県, 社団法人全国調理職業訓練協会加盟校, 調理師養成施設協会加盟校)
- 宇都宮短期大学附属高等学校調理科 (栃木県, 調理師養成施設協会加盟校)
- 学校法人三友学園宇都宮調理師専門学校 (栃木県, 社団法人全国調理職業訓練協会加盟校, 調理師養成施設協会加盟校)
- 佐野清澄高等学校食物調理科 (栃木県, 調理師養成施設協会加盟校)

### 群馬県
- 白梅料理学院 (前橋市、東日本料理学校協会/全国料理学校協会会員校）
- 斎藤昌子料理教室 (前橋市、東日本料理学校協会/全国料理学校協会会員校）
- とちの実クッキングスクール伊勢崎教室 (伊勢崎市、東日本料理学校協会/全国料理学校協会会員校）
- 電子レンジ・オーブン金井料理教室 (伊勢崎市、東日本料理学校協会/全国料理学校協会会員校）
- 白ゆり料理学院 (館林市、東日本料理学校協会/全国料理学校協会会員校）
- とちの実クッキングスクール館林教室 (館林市、東日本料理学校協会/全国料理学校協会会員校）
- つげクッキングスクール (太田市、東日本料理学校協会/全国料理学校協会会員校）
- とちの実クッキングスクール太田教室 (太田市、東日本料理学校協会/全国料理学校協会会員校）
- 高林料理教室 (太田市、東日本料理学校協会/全国料理学校協会会員校）
- とちの実クッキングスクール桐生教室 (桐生市、東日本料理学校協会/全国料理学校協会会員校）
- とちの実クッキングスクール広沢教室 (桐生市、東日本料理学校協会/全国料理学校協会会員校）
- ヤマベクッキングスタディオ (高崎市、東日本料理学校協会/全国料理学校協会会員校）
- 沼田ホザナ料理学院 (沼田市、東日本料理学校協会/全国料理学校協会会員校）
- 磯部料理教室 (安中市、東日本料理学校協会/全国料理学校協会会員校）
- NoRiKoクッキングスタジオ (群馬県、東日本料理学校協会/全国料理学校協会会員校）
- ウェルミュート料理教室 (群馬県渋川市、東日本料理学校協会/全国料理学校協会会員校）
- 桐生クッキングスクール (桐生市、東日本料理学校協会/全国料理学校協会会員校）
- 学校法人山崎学園東日本調理師専門学校 (群馬県, 調理師養成施設協会加盟校、東日本料理学校協会/全国料理学校協会会員校）
- 学校法人山崎学園群馬調理師専門学校 (群馬県, 社団法人全国調理職業訓練協会加盟校, 調理師養成施設協会加盟校、東日本料理学校協会/全国料理学校協会会員校）
- 学校法人山崎学園群馬調理マイスター専門学校 (群馬県, 調理師養成施設協会加盟校、東日本料理学校協会/全国料理学校協会会員校）
- 桐生第一高等学校 (群馬県, 調理師養成施設協会加盟校)

### 埼玉県
- 美(yosi)クッキング学園（さいたま市大宮区、東日本料理学校協会/全国料理学校協会会員校）
- トシ料理教室（大里郡寄居町、東日本料理学校協会/全国料理学校協会会員校）
- 長谷川クッキングスクール（本庄市、東日本料理学校協会/全国料理学校協会会員校）
- 寿料理教室（北葛飾郡松伏町、東日本料理学校協会/全国料理学校協会会員校）
- 寺内クッキング料理教室（秩父市、東日本料理学校協会/全国料理学校協会会員校）
- 佐久間仁子のクッキングジョイ（熊谷市、東日本料理学校協会/全国料理学校協会会員校）
- テーブル アトリエ MISE（越谷市、東日本料理学校協会/全国料理学校協会会員校）
- 茶懐石料理教室 宗明庵（川越市、東日本料理学校協会/全国料理学校協会会員校）
- ミツエクッキングガーデン（蕨市、東日本料理学校協会/全国料理学校協会会員校）
- 西武文理大学附属調理師専門学校（ふじみ野市, 調理師養成施設協会加盟校)
- 西武調理師専門学校（所沢市, 調理師養成施設協会加盟校)
- 埼玉県立新座総合技術高等学校#食物調理科 (埼玉県, 調理師養成施設協会加盟校)
- 細田学園高等学校食物科 (埼玉県, 調理師養成施設協会加盟校)
- 学校法人国際学院国際調理師専門学校 (埼玉県, 社団法人全国調理職業訓練協会加盟校)
- 学校法人国際学院埼玉短期大学健康栄養学科調理師専攻 (埼玉県, 調理師養成施設協会加盟校)
- 国際学院高等学校総合学科調理師専攻 (埼玉県, 調理師養成施設協会加盟校)
- 埼玉県調理師専門学校 (埼玉県, 調理師養成施設協会加盟校)
- ワタナベ学園調理師専門学校 (埼玉県, 調理師養成施設協会加盟校)
- 花咲徳栄高等学校食物科 (埼玉県, 調理師養成施設協会加盟校)
- 埼玉県立越谷総合技術高等学校食物調理科 (埼玉県, 調理師養成施設協会加盟校)
- 真英舎学院情報文化高等専修学校調理技術科 (埼玉県, 調理師養成施設協会加盟校)

### 千葉県
- やまクッキングスクール (船橋市、東日本料理学校協会/全国料理学校協会会員校）
- やまクッキングスクール浦安校 (市川市、東日本料理学校協会/全国料理学校協会会員校）
- 増渕家政専門学校 (銚子市、東日本料理学校協会/全国料理学校協会会員校）
- 徳島クッキングスクール (銚子市、東日本料理学校協会/全国料理学校協会会員校）
- 川上料理スタジオ (我孫子市、東日本料理学校協会/全国料理学校協会会員校）
- 光陽料理教室 (袖ヶ浦市、東日本料理学校協会/全国料理学校協会会員校）
- 横芝クッキングスクール (山武郡横芝光町、東日本料理学校協会/全国料理学校協会会員校）
- ヨシコクッキングサロン (市原市、東日本料理学校協会/全国料理学校協会会員校）
- 溝口公子クッキングハウス  (茂原市、東日本料理学校協会/全国料理学校協会会員校）
- Cooking Room 美菜恵 (千葉県、東日本料理学校協会/全国料理学校協会会員校）
- 芦田クッキング・ルーム  (成田市、東日本料理学校協会/全国料理学校協会会員校）
- ばーばのお台所  (木更津市、東日本料理学校協会/全国料理学校協会会員校）
- 学校法人芳野学園千葉調理師専門学校 (千葉県, 社団法人全国調理職業訓練協会加盟校, 調理師養成施設協会加盟校)
- 習志野調理師専門学校 (千葉県, 調理師養成施設協会加盟校)
- 京葉調理師学校 (千葉県, 調理師養成施設協会加盟校)
- 柏調理師専門学校 (千葉県, 調理師養成施設協会加盟校)
- 東京学館船橋高等学校食物調理科 (千葉県, 調理師養成施設協会加盟校)
- 専門学校野田鎌田学園調理高等科 (千葉県, 調理師養成施設協会加盟校)

### 東京都
- クッキングサークル望月  (大田区、東日本料理学校協会/全国料理学校協会会員校）
- 新宿クッキングアカデミー  (新宿区、東日本料理学校協会/全国料理学校協会会員校）
- 銀座クッキング  (中央区、東日本料理学校協会/全国料理学校協会会員校）
- 柳原料理教室  (港区、東日本料理学校協会/全国料理学校協会会員校）
- 赤坂ビバレッジクッキングスクール (東京都、東日本料理学校協会/全国料理学校協会会員校）
- 大井クッキングスクール  (品川区、東日本料理学校協会/全国料理学校協会会員校）
- 武生クッキングスクール山王校  (品川区、東日本料理学校協会/全国料理学校協会会員校）
- 堀江家庭料理学園  (世田谷区、東日本料理学校協会/全国料理学校協会会員校）
- 秋山家庭料理学院  (世田谷区、東日本料理学校協会/全国料理学校協会会員校）
- 梅村由美子Art of Dining (東京都、東日本料理学校協会/全国料理学校協会会員校）
- 成城バランスクッキングサロン  (世田谷区、東日本料理学校協会/全国料理学校協会会員校）
- 樺山料理学園  (葛飾区、東日本料理学校協会/全国料理学校協会会員校）
- ファミリークッキングスクール  (中野区、東日本料理学校協会/全国料理学校協会会員校）
- 東京クッキングスクール  (中央区、東日本料理学校協会/全国料理学校協会会員校）
- 美智子家庭料理教室  (北区、東日本料理学校協会/全国料理学校協会会員校）
- 赤羽料理学園  (北区、東日本料理学校協会/全国料理学校協会会員校）
- 若葉会料理教室  (練馬区、東日本料理学校協会/全国料理学校協会会員校）
- 伊藤アキ子料理教室  (武蔵野市、東日本料理学校協会/全国料理学校協会会員校）
- マノ料理学園  (武蔵野市、東日本料理学校協会/全国料理学校協会会員校）
- 日本クッキングスクール  (立川市、東日本料理学校協会/全国料理学校協会会員校）
- 調布クッキングスクール  (調布市、東日本料理学校協会/全国料理学校協会会員校）
- 牧クッキングサロン  (調布市、東日本料理学校協会/全国料理学校協会会員校）
- 島崎料理学園  (東久留米市、東日本料理学校協会/全国料理学校協会会員校）
- 冨倉料理教室  (町田市、東日本料理学校協会/全国料理学校協会会員校）
- クッキング サロン リエ 1 (世田谷区、東日本料理学校協会/全国料理学校協会会員校）
- リトルキッチン オリエ  (中野区、東日本料理学校協会/全国料理学校協会会員校）
- 田中伶子クッキングスクール  (中央区、東日本料理学校協会/全国料理学校協会会員校）
- ラ・フォンテ イタリアン クッキングスタジオ  (港区、東日本料理学校協会/全国料理学校協会会員校）
- chez youo（シェ ヨウオ）  (杉並区、東日本料理学校協会/全国料理学校協会会員校）
- マキコフーズ・ステュディオ  (目黒区、東日本料理学校協会/全国料理学校協会会員校）
- KOREAN COOKING ジョン キョンファ スタジオ (東京都、東日本料理学校協会/全国料理学校協会会員校）
- クッキングクラス きむら (東京都、東日本料理学校協会/全国料理学校協会会員校）
- ブルッククッキングスクール (東京都、東日本料理学校協会/全国料理学校協会会員校）
- 宮澤憲枝料理教室  (国立市、東日本料理学校協会/全国料理学校協会会員校）
- 槻谷寛子 Do Cook  (中央区、東日本料理学校協会/全国料理学校協会会員校）
- JSクッキングサロン (港区、東日本料理学校協会/全国料理学校協会会員校）
- Akiko Academy fa Culinary Culture (千代田区、東日本料理学校協会/全国料理学校協会会員校）
- HATTORI しあわせクッキングスクール  (渋谷区、東日本料理学校協会/全国料理学校協会会員校）
- 服部栄養専門学校栄養専門課程調理師本科調理高等課程調理師科 (東京都, 調理師養成施設協会加盟校、東日本料理学校協会/全国料理学校協会会員校）
- 江上料理学院 (新宿区、東日本料理学校協会/全国料理学校協会会員校）
- 江上料理学院 フードコーディネータースクール (新宿区、東日本料理学校協会/全国料理学校協会会員校）
- 辻学園辻クッキング小田急校 (東京都、東日本料理学校協会/全国料理学校協会会員校）
- 辻学園辻クッキング池袋西武校 (東京都、東日本料理学校協会/全国料理学校協会会員校）
- 東京都調理高等職業訓練校 第2庄やビル大庄研修センター (大田区)
- 職業訓練法人東京都調理職業訓練協会運営職業能力開発短期大学校日本調理アカデミー
- 吉祥寺二葉栄養調理専門職学校調理師科 (東京都, 調理師養成施設協会加盟校)
- 国際パティシエ調理師専門学校
- 武蔵野調理師専門学校  (東京都, 調理師養成施設協会加盟校)
- 東京調理師専門学校 (東京都, 調理師養成施設協会加盟校)
- 池袋調理師専門学校 (東京都)
- 新宿調理師専門学校 (東京都, 調理師養成施設協会加盟校)
- 学校法人誠心学園東京誠心調理師専門学校 (東京都, 社団法人全国調理職業訓練協会加盟校, 調理師養成施設協会加盟校)
- 学校法人香川栄養学園香川調理製菓専門学校 (東京都, 社団法人全国調理職業訓練協会加盟校, 調理師養成施設協会加盟校)
- 聖徳調理師専門学校 (東京都, 調理師養成施設協会加盟校)
- 東京マスダ学院調理師専門学校 (東京都, 調理師養成施設協会加盟校)
- 織田調理師専門学校 (東京都, 調理師養成施設協会加盟校)
- 東京多摩調理製菓専門学校 (東京都, 社団法人全国調理職業訓練協会加盟校, 調理師養成施設協会加盟校)
- 朋優学院高等学校調理科 (東京都, 調理師養成施設協会加盟校)
- 駒場学園高等学校食物科 (東京都, 調理師養成施設協会加盟校)
- 西東京調理師専門学校 (東京都, 調理師養成施設協会加盟校)
- 学校法人華学園華調理師専門学校 (東京都, 社団法人全国調理職業訓練協会加盟校, 調理師養成施設協会加盟校)
- 町田調理師専門学校 (東京都, 調理師養成施設協会加盟校)
- 愛国高等学校家政科 (東京都, 調理師養成施設協会加盟校)
- 学校法人萠愛学園萠愛調理師専門学校 (東京都, 調理師養成施設協会加盟校)
- 八王子実践高等学校家庭に関する学科調理科 (東京都, 調理師養成施設協会加盟校)
- 大竹高等専修学校食物科 (東京都, 調理師養成施設協会加盟校)

### 神奈川県
- 横浜料理学園 (横浜市神奈川区、東日本料理学校協会/全国料理学校協会会員校）
- クッキングサロンAN (横浜市保土ヶ谷区、東日本料理学校協会/全国料理学校協会会員校）
- マダムマーサクッキングスタジオ  (神奈川県、東日本料理学校協会/全国料理学校協会会員校）
- 味彩の会料理教室 (横浜市鶴見区、東日本料理学校協会/全国料理学校協会会員校）
- 鎌倉料理塾 (鎌倉市、東日本料理学校協会/全国料理学校協会会員校）
- 飯田料理教室 (鎌倉市、東日本料理学校協会/全国料理学校協会会員校）
- 鎌倉山クッキングサロン (鎌倉市、東日本料理学校協会/全国料理学校協会会員校）
- 純ふれあいキッチン (小田原市、東日本料理学校協会/全国料理学校協会会員校）
- 厚木クッキングスクール (厚木市、東日本料理学校協会/全国料理学校協会会員校）
- 出口数美クッキングスクール (厚木市、東日本料理学校協会/全国料理学校協会会員校）
- 田口学園 藤沢料理教室 (藤沢市、東日本料理学校協会/全国料理学校協会会員校）
- 壷林クッキングサロン (藤沢市、東日本料理学校協会/全国料理学校協会会員校）
- 大和クッキングスクール (大和市、東日本料理学校協会/全国料理学校協会会員校）
- 汐入クッキングスクール (横須賀市、東日本料理学校協会/全国料理学校協会会員校）
- 酒井料理教室 (横須賀市、東日本料理学校協会/全国料理学校協会会員校）
- イトークッキング (茅ヶ崎市、東日本料理学校協会/全国料理学校協会会員校）
- 茅ヶ崎料理教室 (茅ヶ崎市、東日本料理学校協会/全国料理学校協会会員校）
- 吉山薬膳料理教室 (横浜市港北区、東日本料理学校協会/全国料理学校協会会員校）
- 西村料理教室 (横浜市金沢区、東日本料理学校協会/全国料理学校協会会員校）
- マチダレクレ料理教室 (神奈川県、東日本料理学校協会/全国料理学校協会会員校）
- 湘南クッキングサロン (神奈川県、東日本料理学校協会/全国料理学校協会会員校）
- 濱野料理教室 (横浜市港北区、東日本料理学校協会/全国料理学校協会会員校）
- 学校法人難波学園横浜栄養専門学校 (神奈川県、東日本料理学校協会/全国料理学校協会会員校）
- 学校法人難波学園横浜調理師専門学校 (神奈川県, 調理師養成施設協会加盟校、東日本料理学校協会/全国料理学校協会会員校）
- 崎村調理師専門学校 (神奈川県, 調理師養成施設協会加盟校)
- 専修学校厚木調理師学校 (神奈川県, 調理師養成施設協会加盟校)
- 学校法人敷島学園ヨコスカ調理師専門学校 (神奈川県, 社団法人全国調理職業訓練協会加盟校, 調理師養成施設協会加盟校)
- 相模原調理師専門学校 (神奈川県, 調理師養成施設協会加盟校)

## 中部地方

### 新潟県
- さくらクッキングスクール (新潟市、東日本料理学校協会/全国料理学校協会会員校）
- 佐藤淳子の家庭料理教室 (新潟市中央区、東日本料理学校協会/全国料理学校協会会員校）
- クッキング細野 (新潟市中央区、東日本料理学校協会/全国料理学校協会会員校）
- 長岡家庭学院 (長岡市、東日本料理学校協会/全国料理学校協会会員校）
- 新津料理学校 (新潟市秋葉区、東日本料理学校協会/全国料理学校協会会員校）
- 更科料理専門学院 三条クッキングスクール (三条市、東日本料理学校協会/全国料理学校協会会員校）
- 旬のキッチン (新潟市中央区、東日本料理学校協会/全国料理学校協会会員校）
- 学校法人新潟女子学院新潟調理師専門学校 (新潟県, 社団法人全国調理職業訓練協会加盟校, 調理師養成施設協会加盟校)
- 北陸食育フードカレッジ (新潟県, 調理師養成施設協会加盟校)
- 悠久山栄養調理専門学校 (新潟県, 調理師養成施設協会加盟校)
- にいがた製菓・調理師専門学校えぷろん (新潟県, 調理師養成施設協会加盟校)
- 学校法人工藤学園国際調理師専門学校 (新潟県, 調理師養成施設協会加盟校)
- シェフパティシエ専門学校 (新潟県, 調理師養成施設協会加盟校)

### 富山県
- 高岡龍谷高等学校調理科 (富山県, 調理師養成施設協会加盟校)
- 富山県立雄峰高等学校専攻科調理師養成課程 (富山県, 調理師養成施設協会加盟校)

### 石川県
- 学校法人徳野学園金沢調理師専門学校 (石川県, 社団法人全国調理職業訓練協会加盟校, 調理師養成施設協会加盟校)
- 金沢製菓調理専門学校調理師科 (石川県, 調理師養成施設協会加盟校)
- 石川県調理師専門学校 (石川県, 調理師養成施設協会加盟校)
- 鵬学園高等学校調理科 (石川県, 調理師養成施設協会加盟校)

### 福井県
- 学校法人青池学園青池調理師専門学校 (福井県, 社団法人全国調理職業訓練協会加盟校, 調理師養成施設協会加盟校)
- 啓新高等学校調理科 (福井県, 調理師養成施設協会加盟校)
- 天谷調理製菓専門学校 (福井県, 調理師養成施設協会加盟校)

### 山梨県
- 緑が丘料理学園 (甲府市、東日本料理学校協会/全国料理学校協会会員校）
- 野口料理学園 (山梨県、東日本料理学校協会/全国料理学校協会会員校）
- 岡島料理学苑 (甲府市、東日本料理学校協会/全国料理学校協会会員校）
- かさい料理教室 (甲府市、東日本料理学校協会/全国料理学校協会会員校）
- ほうむめいどクッキングサロン (甲府市、東日本料理学校協会/全国料理学校協会会員校）
- 深澤料理教室 (南巨摩郡鰍沢町、東日本料理学校協会/全国料理学校協会会員校）
- 森岡料理教室 (南アルプス市、東日本料理学校協会/全国料理学校協会会員校）
- アネックス クッキングルーム (甲府市、東日本料理学校協会/全国料理学校協会会員校）
- 木の実クッキングスクール (富士吉田市、東日本料理学校協会/全国料理学校協会会員校）
- フーズ・ステュディオ　タブリエ (甲府市、東日本料理学校協会/全国料理学校協会会員校）
- 甲府クッキングスクール武川教室 (北杜市、東日本料理学校協会/全国料理学校協会会員校）
- 山梨秀峰調理師専門学校 (山梨県, 調理師養成施設協会加盟校、東日本料理学校協会/全国料理学校協会会員校）

### 長野県
- 石坂学園 (長野市、東日本料理学校協会/全国料理学校協会会員校）
- 黒河内クッキングスクール (上伊那郡辰野町、東日本料理学校協会/全国料理学校協会会員校）
- 小諸クッキングスクール (小諸市、東日本料理学校協会/全国料理学校協会会員校）
- 中央クッキングスクール (松本市、東日本料理学校協会/全国料理学校協会会員校）
- 信濃クッキングスクール (松本市、東日本料理学校協会/全国料理学校協会会員校）
- 綿良学園上田総合文化専門学校 (上田市、東日本料理学校協会/全国料理学校協会会員校）
- 長野調理製菓専門学校 (長野県, 調理師養成施設協会加盟校)
- 松本第一高等学校食物科 (長野県, 調理師養成施設協会加盟校)
- 松本調理師製菓師専門学校 (長野県, 調理師養成施設協会加盟校)

### 岐阜県
- 学校法人石井学園岐阜調理専門学校 (岐阜県, 社団法人全国調理職業訓練協会加盟校, 調理師養成施設協会加盟校)
- 中京学院大学中京短期大学部別科調理専修 (岐阜県, 調理師養成施設協会加盟校)
- 岐阜女子高等学校食物科 (岐阜県, 調理師養成施設協会加盟校)
- 城南高等学校調理科・製菓科 (岐阜県, 調理師養成施設協会加盟校)
- 城南高等専修学校 (岐阜県, 調理師養成施設協会加盟校)
- 日本中央学園大垣調理師専門学校 (大垣市, 調理師養成施設協会加盟校)
- 高岡龍谷高等学校調理科 (岐阜県, 調理師養成施設協会加盟校)

### 静岡県
- 学校法人旭学園富士調理技術専門学校 (静岡県, 社団法人全国調理職業訓練協会加盟校, 調理師養成施設協会加盟校)
- 浜松調理菓子専門学校 (静岡県, 社団法人全国調理職業訓練協会加盟校, 調理師養成施設協会加盟校)
- 学校法人ミズモト学園東海調理製菓専門学校 (静岡県, 社団法人全国調理職業訓練協会加盟校, 調理師養成施設協会加盟校)
- 川口調理師専門学校 (静岡県, 調理師養成施設協会加盟校)
- 藤枝順心高等学校食物科 (静岡県, 調理師養成施設協会加盟校)
- 中遠調理師家政専門学校 (静岡県, 調理師養成施設協会加盟校)
- 中央歯科衛生士調理製菓専門学校 (静岡県, 調理師養成施設協会加盟校)
- 中央調理製菓専門学校静岡校 (静岡県, 調理師養成施設協会加盟校)

### 愛知県
- 学校法人糸菊学園名古屋調理師専門学校 (愛知県, 社団法人全国調理職業訓練協会加盟校, 調理師養成施設協会加盟校)
- 藤ノ花女子高等学校食物科 (愛知県, 調理師養成施設協会加盟校)
- ニチエイ調理専門学校 (愛知県, 調理師養成施設協会加盟校)
- 愛知調理専門学校 (愛知県, 調理師養成施設協会加盟校)
- 豊橋調理製菓専門学校 (愛知県, 調理師養成施設協会加盟校)
- 専修学校東洋調理技術学院 (愛知県, 調理師養成施設協会加盟校)
- 国際調理師専門学校名駅校 (愛知県, 調理師養成施設協会加盟校)
- 豊橋市立家政高等専修学校（豊橋市、調理師養成施設協会加盟校）
- 山本学園情報文化専門学校調理師科 (愛知県, 調理師養成施設協会加盟校)
- 修文女子高等学校食物調理科 (愛知県, 調理師養成施設協会加盟校)
- 専修学校さつき調理・福祉学院調理師科 (愛知県, 調理師養成施設協会加盟校)
- 名古屋文化短期大学生活文化学科第1部食生活専攻 (愛知県, 調理師養成施設協会加盟校)

## 近畿地方

### 三重県
- 学校法人伊勢学園伊勢調理製菓専門学校調理師科 (伊勢市, 調理師養成施設協会加盟校, 社団法人全国調理職業訓練協会加盟校)
- 三重調理専門学校 (津市, 調理師養成施設協会加盟校)
- ユマニテク調理製菓専門学校 (四日市市, 調理師養成施設協会加盟校)
- 中部調理製菓専門学校 (四日市市, 調理師養成施設協会加盟校)
- 三重県立相可高等学校食物調理科 (多気郡多気町, 調理師養成施設協会加盟校)
- 三重県立四日市農芸高等学校（四日市市、調理・農業専門学校）

### 滋賀県
- 綾羽高等学校食物調理科 (滋賀県, 調理師養成施設協会加盟校)
- 滋賀県調理短期大学校 (滋賀県）

### 京都府
- 大和学園 京都調理師専門学校 (京都府, 調理師養成施設協会加盟校)
- 福知山淑徳高等学校総合学食物調理系列 (京都府, 調理師養成施設協会加盟校)

### 大阪府
- 料理大学・辻調グループ校 大阪あべの辻調理師専門学校・辻調理師専門学校・辻学園日本調理師専門学校・辻学園TEC日本調理師専門学校
- 辻学園調理・製菓専門学校 (大阪府, 社団法人全国調理職業訓練協会加盟校, 調理師養成施設協会加盟校)
- 学校法人城南学園大阪城南女子短期大学 (大阪府, 社団法人全国調理職業訓練協会加盟校)
- 関西調理師学校 (大阪府, 社団法人全国調理職業訓練協会加盟校, 調理師養成施設協会加盟校)
- 梅花女子大学短期大学部生活科学科調理・製菓専攻 (大阪府, 社団法人全国調理職業訓練協会加盟校)
- 大阪調理製菓専門学校 (大阪府, 調理師養成施設協会加盟校)
- 大阪市立咲くやこの花高等学校食物文化科 (大阪府, 調理師養成施設協会加盟校)

### 兵庫県
- 相生学院高等学校調理師コース（相生市）
- 学校法人兵庫栄養専門学校兵庫栄養調理製菓専門学校衛生課程調理師科 (兵庫県, 社団法人全国調理職業訓練協会加盟校, 調理師養成施設協会加盟校)
- 学校法人みかしほ学園日本調理製菓専門学校 (兵庫県, 社団法人全国調理職業訓練協会加盟校, 調理師養成施設協会加盟校)
- 学校法人育成学園神戸国際調理製菓専門学校 (兵庫県, 社団法人全国調理職業訓練協会加盟校, 調理師養成施設協会加盟校)
- 芦屋女子短期大学生活創造学科 (兵庫県, 社団法人全国調理職業訓練協会加盟校)
- 育成調理師専門学校 (兵庫県, 調理師養成施設協会加盟校)
- 平田調理専門学校 (兵庫県, 調理師養成施設協会加盟校)

### 奈良県
- 職業訓練法人奈良県調理技能協会奈良調理短期大学校 (奈良県, 社団法人全国調理職業訓練協会加盟校)
- 奈良調理製菓専門学校 (奈良県, 調理師養成施設協会加盟校)

## 中国地方

### 島根県
- 学校法人タブチ学園松江調理製菓製パンカレッジ (島根県, 社団法人全国調理職業訓練協会加盟校, 調理師養成施設協会加盟校)
- 開星高等学校調理科 (島根県, 調理師養成施設協会加盟校)

### 岡山県
- 職業訓練法人岡山調理共同職業訓練協会岡山調理共同高等職業訓練校 (岡山県, 社団法人全国調理職業訓練協会加盟校)
- 学校法人本山学園西日本調理製菓専門学校 (岡山県, 社団法人全国調理職業訓練協会加盟校, 調理師養成施設協会加盟校)
- 下田学園岡山調理師専門学校　 (岡山県, 調理師養成施設協会加盟校)
- 岡山学芸館高等学校食物調理科 (岡山県, 調理師養成施設協会加盟校)
- おかやま山陽高等学校調理科 (岡山県, 調理師養成施設協会加盟校)
- 岡山県立津山東高等学校食物調理科 (岡山県, 調理師養成施設協会加盟校)
- 倉敷食と器専門学校 (岡山県, 調理師養成施設協会加盟校)

### 広島県
- 学校法人原田学園広島酔心調理製菓専門学校 (広島県, 社団法人全国調理職業訓練協会加盟校, 調理師養成施設協会加盟校)
- 学校法人穴吹学園穴吹調理製菓専門学校 (広島県, 調理師養成施設協会加盟校)
- 山陽女子短期大学食物栄養学科栄養調理コース (広島県, 調理師養成施設協会加盟校)
- 進徳女子高等学校食育デザイン科 (広島県, 調理師養成施設協会加盟校)

### 山口県
- 学校法人本田学園山口調理製菓専門学校 (山口県, 社団法人全国調理職業訓練協会加盟校)
- 山口調理師専門学校 (山口県, 調理師養成施設協会加盟校)
- 宇部フロンティア大学付属香川高等学校食物調理科 (山口県, 調理師養成施設協会加盟校)
- 中村女子高等学校調理科 (山口県, 調理師養成施設協会加盟校)

## 四国地方

### 徳島県
- 学校法人平成学園平成調理師専門学校 (徳島県, 社団法人全国調理職業訓練協会加盟校, 調理師養成施設協会加盟校)
- 徳島県調理高等職業訓練校（徳島市、社団法人全国調理職業訓練協会加盟校）
- 徳島県立小松島西高等学校食物科 (徳島県, 調理師養成施設協会加盟校)

### 香川県
- 学校法人北川学園キッス調理技術専門学校 (香川県, 社団法人全国調理職業訓練協会加盟校, 調理師養成施設協会加盟校)
- 香川県立観音寺中央高等学校総合学科食物系列 (香川県, 調理師養成施設協会加盟校)

### 愛媛県
- 学校法人愛媛学園愛媛調理製菓専門学校 (愛媛県, 社団法人全国調理職業訓練協会加盟校, 調理師養成施設協会加盟校)
- 今治精華高等学校調理科 (愛媛県, 調理師養成施設協会加盟校)
- 松山学院高等学校調理科 (愛媛県, 調理師養成施設協会加盟校)
- 今治明徳短期大学別科調理専修 (愛媛県, 調理師養成施設協会加盟校)

### 高知県
- 学校法人三谷学園RKC調理師学校 (高知県, 社団法人全国調理職業訓練協会加盟校, 調理師養成施設協会加盟校)

## 九州地方

### 福岡県
- 中村調理製菓専門学校 (福岡県, 調理師養成施設協会加盟校)
- 杉森高等学校食物科 (福岡県, 調理師養成施設協会加盟校)
- 福岡調理師専門学校 (福岡県, 調理師養成施設協会加盟校)
- 東筑紫学園高等学校食物文化科 (福岡県, 調理師養成施設協会加盟校)
- 学校法人本田学園北九州調理製菓専門学校 (福岡県, 社団法人全国調理職業訓練協会加盟校, 調理師養成施設協会加盟校)
- 平岡調理・製菓専門学校 (福岡県, 調理師養成施設協会加盟校)
- 大和青藍高等学校調理科 (福岡県, 調理師養成施設協会加盟校)
- 戸谷調理師専修学校 (福岡県, 調理師養成施設協会加盟校)
- 星琳高等学校食物調理科 (福岡県, 調理師養成施設協会加盟校)
- 真颯館高等学校調理科調理科 (福岡県, 調理師養成施設協会加盟校)
- 福岡キャリナリー製菓調理専門学校 (福岡県, 調理師養成施設協会加盟校)

### 佐賀県
- 学校法人永原学園西九州大学佐賀調理製菓専門学校 (佐賀県, 社団法人全国調理職業訓練協会加盟校, 調理師養成施設協会加盟校)

### 長崎県
- 学校法人川島学園九州調理師専門学校 (長崎県, 社団法人全国調理職業訓練協会加盟校, 調理師養成施設協会加盟校)
- 学校法人九州文化学園九州文化学園調理師専修学校 (長崎県, 社団法人全国調理職業訓練協会加盟校, 調理師養成施設協会加盟校)
- 三川女子調理師学校 (長崎県, 調理師養成施設協会加盟校)

### 熊本県
- 八代実業専門学校調理師養成科 (熊本県, 調理師養成施設協会加盟校)
- シェフパティシエ学院 (熊本県, 調理師養成施設協会加盟校)

### 大分県
- 学校法人田北学院田北調理師専門学校 (大分県, 社団法人全国調理職業訓練協会加盟校, 調理師養成施設協会加盟校)
- 東九州龍谷高等学校食物科 (大分県, 調理師養成施設協会加盟校)
- 別府溝部学園高等学校食物科 (大分県, 調理師養成施設協会加盟校)
- 福徳学院高等学校食物科 (大分県, 調理師養成施設協会加盟校)
- 楊志館高等学校調理科 (大分県, 調理師養成施設協会加盟校)
- 国際調理専修学校調理師学科 (大分県, 調理師養成施設協会加盟校)

### 宮崎県
- 職業訓練法人宮崎リゾートサービスアソシエーションオーバル・ジョブ・トレーニング・カレッジ (宮崎県, 社団法人全国調理職業訓練協会加盟校)
- 宮崎調理製菓専門学校 (宮崎県, 調理師養成施設協会加盟校)
- 日章学園高等学校調理科 (宮崎県, 調理師養成施設協会加盟校)
- 都城東高等学校調理科 (宮崎県, 調理師養成施設協会加盟校)
- 都城調理師高等専修学校 (宮崎県, 調理師養成施設協会加盟校)
- 小林西高等学校調理科 (宮崎県, 調理師養成施設協会加盟校)

### 鹿児島県
- 学校法人今村学園今村学園ライセンスアカデミー調理科 (鹿児島県, 社団法人全国調理職業訓練協会加盟校, 調理師養成施設協会加盟校)
- 鹿屋中央高等学校人間科学科 (鹿児島県, 調理師養成施設協会加盟校)
- 城西プロフェッショナル・カレッジ調理師養成学科 (鹿児島県, 調理師養成施設協会加盟校)
- 学校法人日章学園奄美看護福祉専門学校衛生専門課程調理師学科 (鹿児島県, 社団法人全国調理職業訓練協会加盟校)

### 沖縄県
- 沖縄県立浦添工業高等学校調理科 (沖縄県, 調理師養成施設協会加盟校)
- 沖縄調理師専門学校 (沖縄県, 社団法人全国調理職業訓練協会加盟校, 調理師養成施設協会加盟校)
- 琉球調理師専修学校 (沖縄県, 調理師養成施設協会加盟校)
- 専門学校大育調理科 (沖縄県, 調理師養成施設協会加盟校)